# 静物画

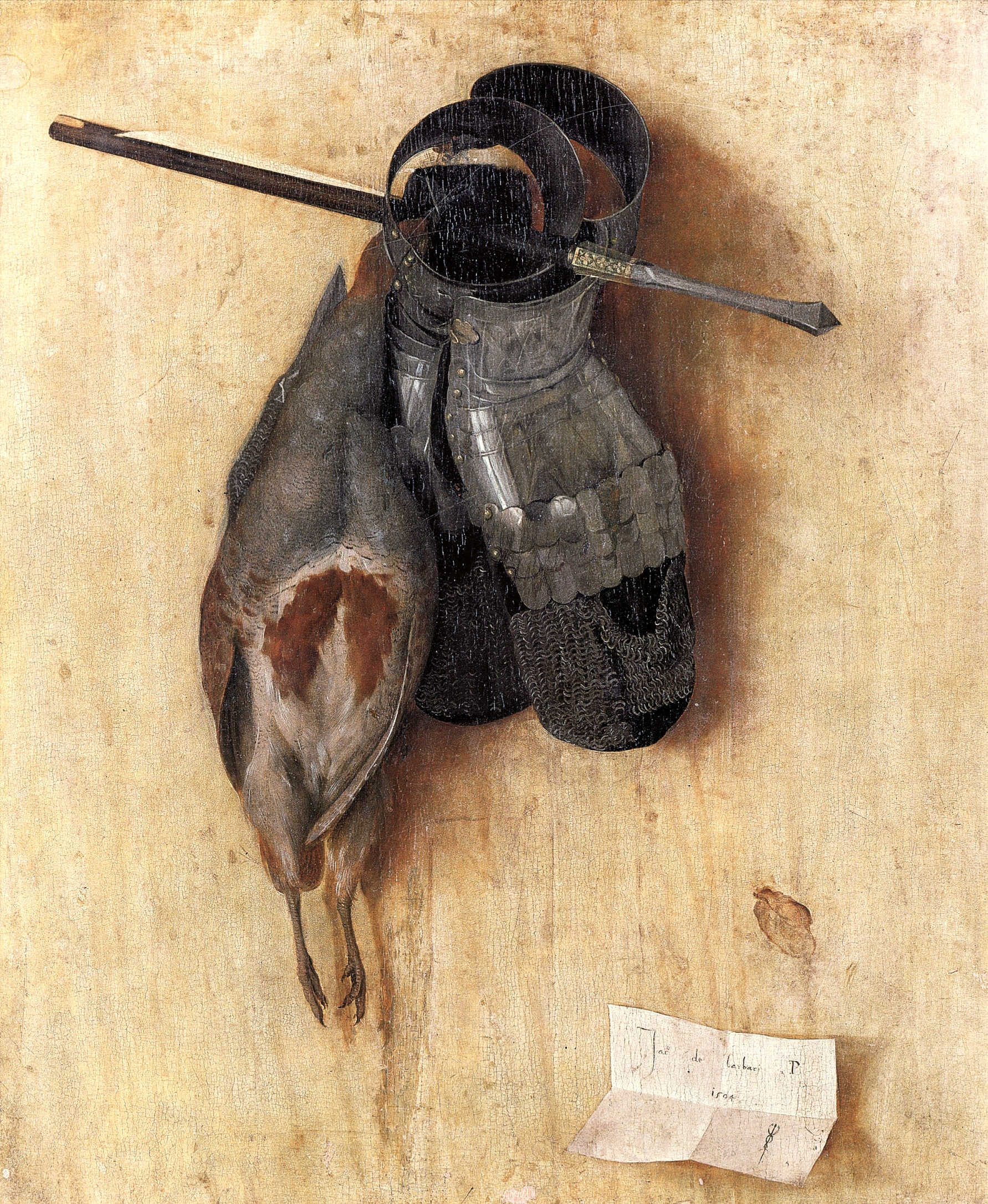
意大利画家雅各布·德巴爾巴里的《静物：鹧鸪与铁臂铠》(1504)一般被认为是欧洲近代最早的静物画，现藏于德国慕尼黑老绘画陈列馆。

静物画是指以静止的物体作为题材的绘画。在古埃及的墓室、古希腊及古罗马的壁画上都发现有静物画。但是在欧洲历史上很长一段时间，静物常常只是作为宗教画和肖像画背景中的点缀。直到16世纪才逐渐成为独立画种，最初是在意大利、荷兰等地开始流行起来。题材多以花卉、器皿、食物居多。目前一般认为意大利画家雅各布·德巴爾巴里的《静物：鹧鸪与铁臂铠》(1504)是欧洲近代最早的静物画。